# Studîni, Rojîșce
Studîni (în ucraineană Студині) este un sat în comuna Voronciîn din raionul Rojîșce, regiunea Volînia, Ucraina.

## Demografie
Componența lingvistică a localității Studîni
     Ucraineană (99,62%)
     Alte limbi (0,38%)
Conform recensământului din 2001, majoritatea populației localității Studîni era vorbitoare de ucraineană (99,62%), existând în minoritate și vorbitori de alte limbi.